# Patrouille blanche
Pour plus de détails, voir Fiche technique et Distribution.
Patrouille blanche est un film français réalisé en 1939 par Christian Chamborant, sorti en 1942.

## Fiche technique
- Titre : Patrouille blanche
- Réalisation : Christian Chamborant
- Scénario : Amédée Pons (adaptation : Jacques Séverac)
- Photographie : Alphonse Lucas
- Montage : Madeleine Gug
- Musique : Jean Yatove
- Décors : Lucien Jaquelux
- Société de production : Union Française de Production Cinématographique
- Pays d'origine :  France
- Format : Noir et blanc - 35 mm
- Durée : 89 minutes
- Date de sortie : 
  - France : 5 mars 1942

## Distribution
- Sessue Hayakawa : Halloway
- Junie Astor : Sandra
- Paul Azaïs : Victor
- Robert Le Vigan : le commissaire Pascal
- Gaston Modot : Wong
- Lucien Dalsace : l'ingénieur Paul Dalbret
- Geneviève Beau : Christiane
- Albert Duvaleix : Galvin
- Nina Myral : Mme Galvin
- Roger Legris : Lebon
- Primerose Perret : Pépette